# La Femme à l'éventail (Goya)
Pour les articles homonymes, voir La Femme à l'éventail.
La Femme à l'éventail est un tableau réalisé par le peintre espagnol Francisco de Goya en 1806-1807. De format vertical, cette huile sur toile est le portrait d'une jeune femme assise sur une chaise devant un fond neutre. Vêtue d'une robe grise, elle tient dans ses mains un éventail fermé. Le modèle est probablement Gumersinda Goicoechea, la belle-fille de l'artiste,  née en 1788. Achetée en 1898 à Anvers, en Belgique, l'œuvre fait partie des collections du musée du Louvre, à Paris, en France.